# Poda

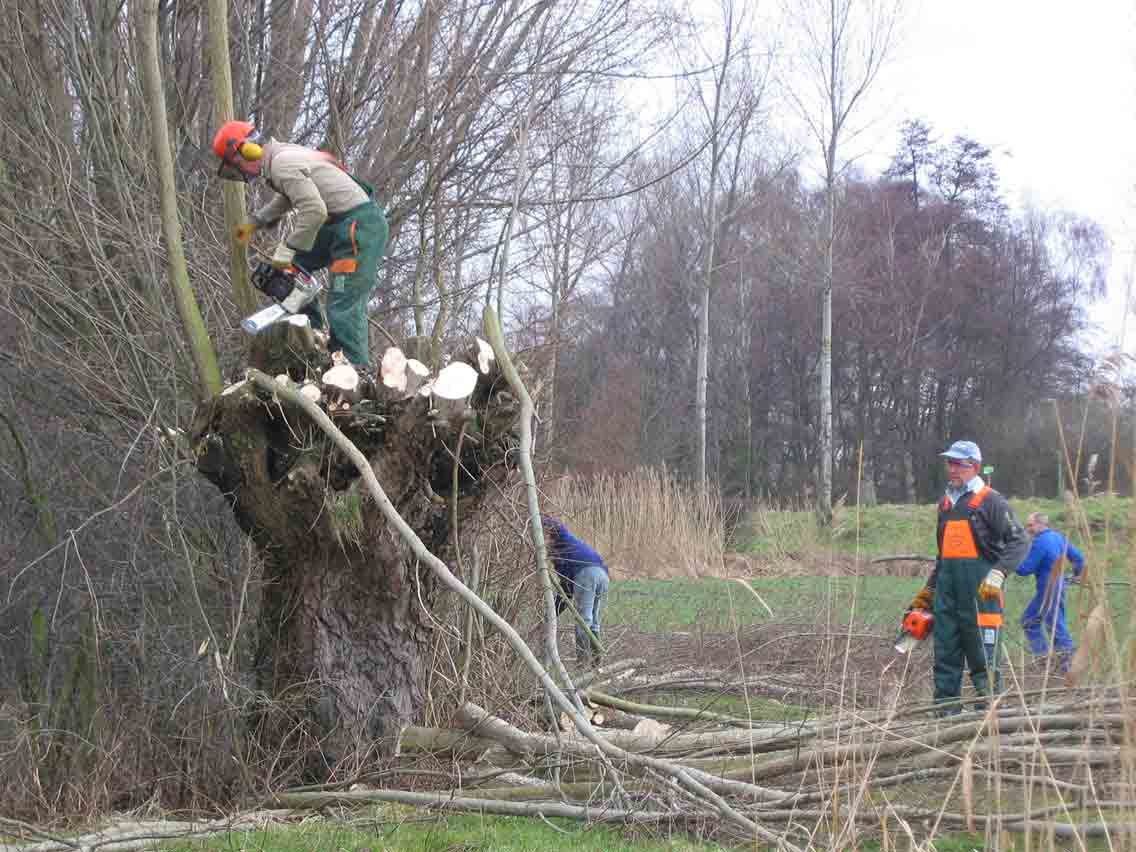
Poda.

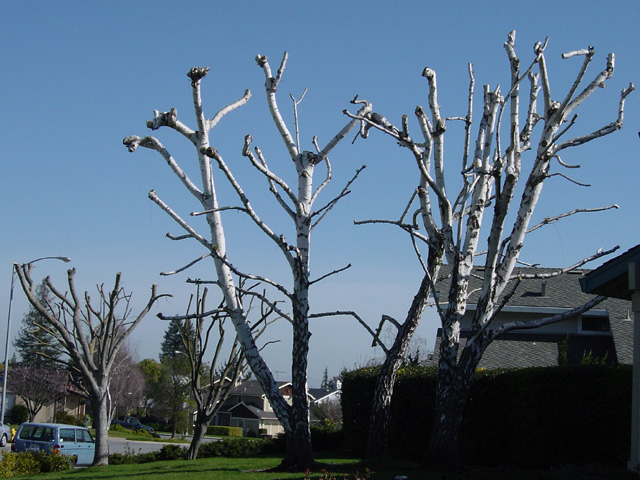
Árboles recién podados.

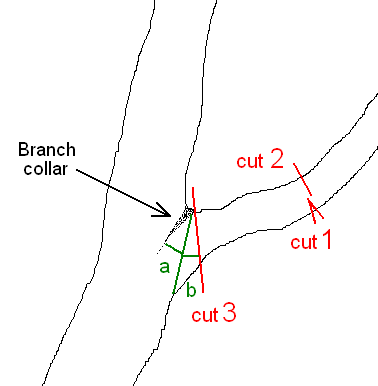
Gráfico que muestra la forma de poda en una rama de gran tamaño. Procederemos a cortarla en tres etapas para evitar herir al tronco.

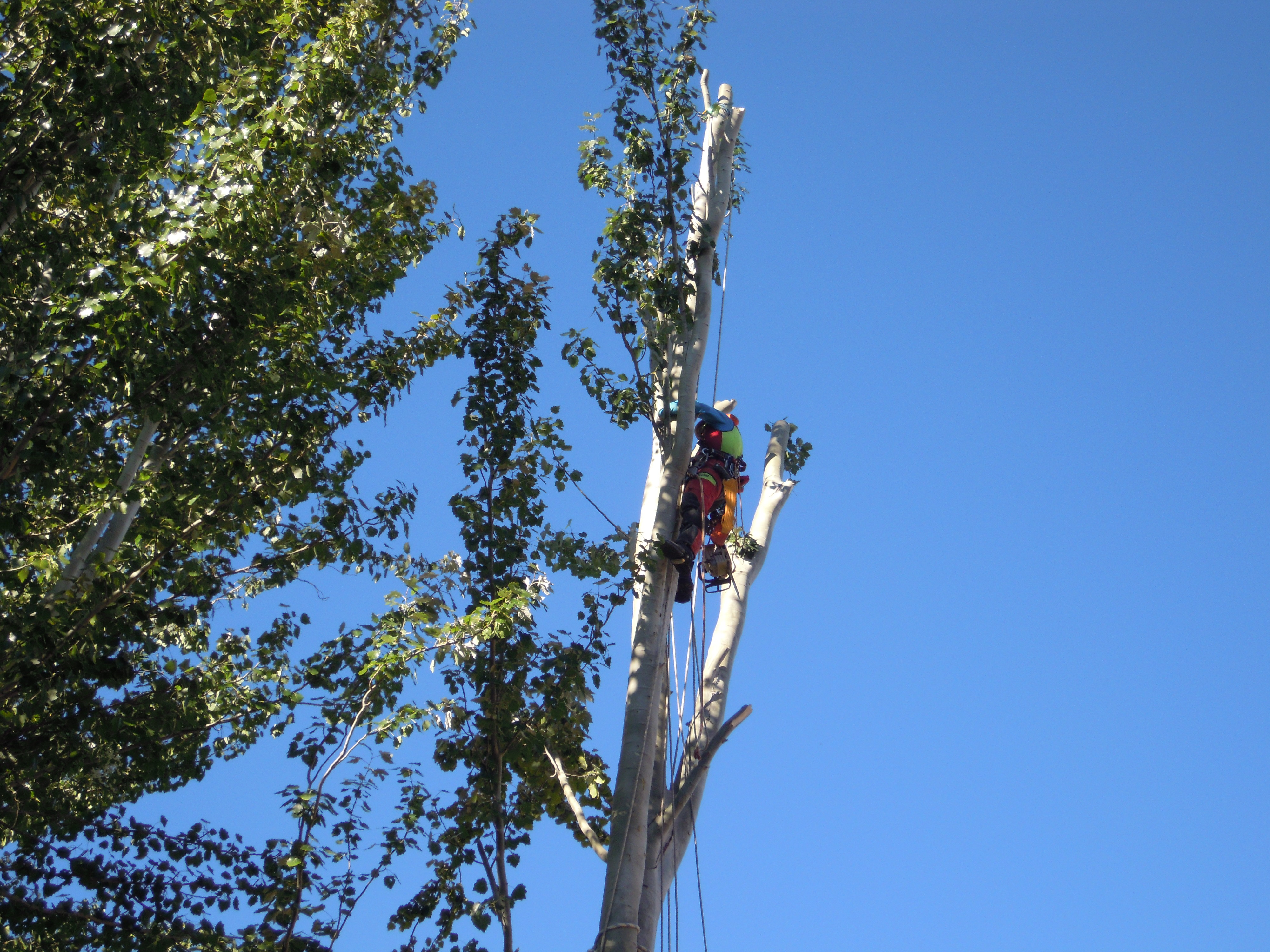
Poda de altura

Podar es el proceso de recortar un árbol o arbusto. Hecho con cuidado y correctamente, la poda puede incrementar el rendimiento del fruto; así, es una práctica agrícola común. En producción forestal se emplea para obtener fustes más rectos y con menos ramificaciones, por tanto de mayor calidad. En arbolado urbano su utilidad es, por un lado, prevenir el riesgo de caída de ramas, y por otro controlar el tamaño de árboles cuya ubicación no permite su desarrollo completo. 
Con frecuencia, en jardinería, se utiliza la poda para conseguir formas artificiales en los árboles o arbustos. Bien ejecutada y repetida con la periodicidad adecuada puede aumentar el valor ornamental de los mismos. Sin embargo con frecuencia se practica de forma inadecuada (mutilaciones como el desmoche), ocasionando pudriciones de la madera que acortan la vida de los árboles e incrementan el riesgo de rotura de ramas. Por otra parte, una tala demasiado radical del árbol a menudo compromete su supervivencia.

## Tipos
Cada árbol exige un tipo de poda diferente. Como norma general las podas más importantes son: 
- Poda de copa, desmochar o descopar. Se realiza en el primer año, consiste en podar la rama principal de la copa para favorecer la ramificación.
- Poda de formación. Se realiza en los primeros años de vida del árbol, con el objetivo de dirigir su crecimiento y darle una forma determinada. También se realiza de forma asidua en arbustos o plantas trepadoras.
- Poda de aclareo. Se trata de cortar ramas enteras, a veces se hace a la vez que la de formación. Ayuda a la formación de la copa. También sirve para aumentar la entrada de luz y el flujo de aire a través de la copa del árbol, promoviendo un crecimiento saludable.[1]
- Poda de invierno. Se realiza en invierno sobre árboles de crecimiento lento o poco vigorosos. Frena la formación de flores.
- Poda de verano o poda verde. Tiene como finalidad regular el crecimiento.

Las podas de ramas viejas y secas se realizan para prevenir que exista una excesiva cantidad de madera seca que permita una gran combustión en caso de incendio. Son podas de limpieza.
El proceso por el cual un árbol se protege de la entrada de organismos parásitos en los cortes de poda fue descrito en 1977 por Alex Shigo, denominándose modelo CODIT (Compartmentalization Of Decay In Trees).

## Poda por país
En algunos países como México, específicamente en la Ciudad de México, existe legislación ambiental que protege el arbolado urbano y que se remite a normas locales que regulan la actividad de poda como lo es la Norma Ambiental para el distrito Federal NADF-001-RNAT-2006, que aunque se encuentra sujeta a revisión y modificación, es un buen intento en la protección de estos individuos, y sobre todo la prevención de riesgos a los habitantes de esta ciudad.
El Real Decreto 2177/2004 de 12 de noviembre de la Legislación Española regula el trabajo de altura que es aquel que se realiza a más de dos metros de altura. Con base en esto se denominan podas en altura aquellas realizadas a más de dos metros de altura. Para llevarla a cabo es necesario disponer de elementos elevadores para llegar a las ramas de mayor altura, generalmente a bastantes metros, o hacer uso de técnicas de escalada que permitan al podador subir y podar las rama.

## Instrumentos
Los principales útiles utilizados para podar son: 

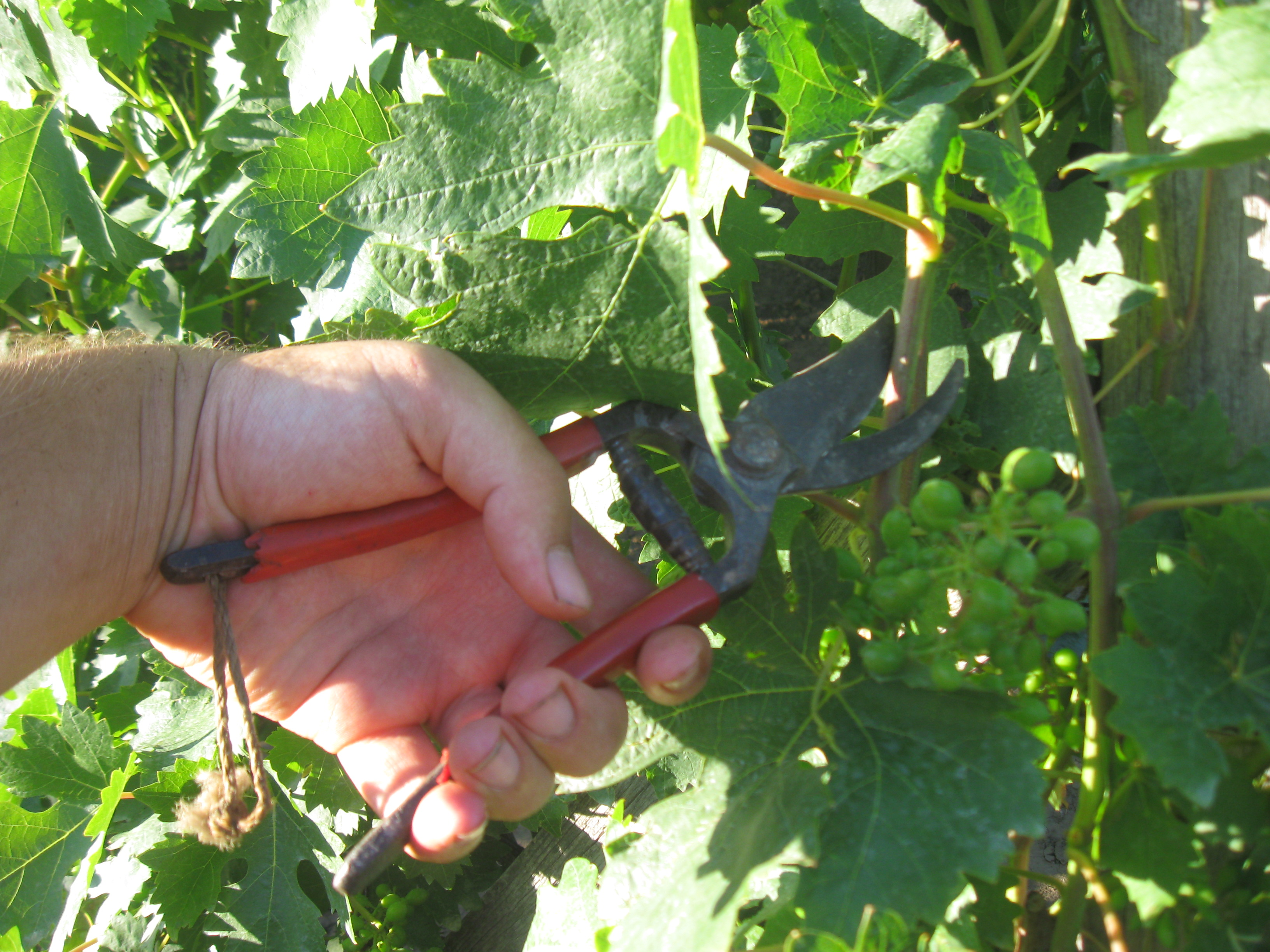
Poda con tijeras

- Podadera. Es un instrumento muy útil para la poda. consiste en una fuerte lámina de acero y muy afilada con forma de cuarto de luna que se coloca en un mango corto como de navaja, por lo que también se le llama navaja de podar.
- Podón. Tiene la hoja de la misma forma que la podadera pero mucho más ancha y se le monta ya en un mango como de cuchillo grande, ya en un palo largo. En el primer caso, sirve para cortar ramas gruesas bajas como a golpe de machete. En el segundo, para cortar ramas más altas no muy gruesas sin necesidad de trepar por el árbol.
- Tijeras de podar. Sustituyen a los instrumentos anteriores aunque no siempre de manera ventajosa pues ni hacen el corte tan limpio pues no pueden estar tan afiladas como aquellos, ni obedecen tan bien a la mano como la podadera para que el corte se haga en el sitio en que sea más conveniente. Sin embargo, las tijeras se usan mucho.
- Otros. Además de los anteriores, se usan el hacha, la sierra o la guadaña cuando ellos no bastan por sí solos para realizar la operación.[3]